# Kirche Oelsa

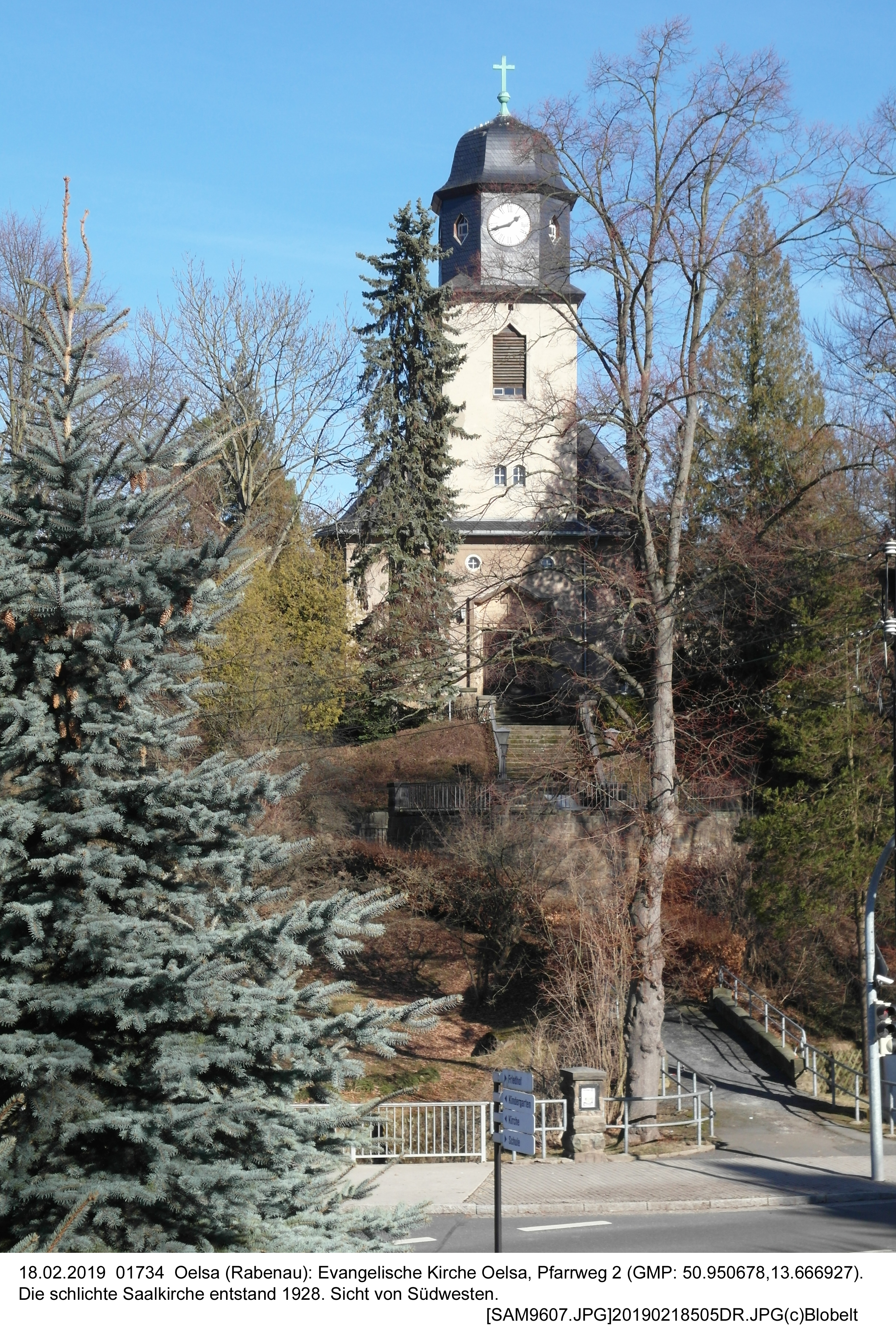
Die Kirche Oelsa

Die Kirche Oelsa ist eine im neobarocken Stil erbaute Saalkirche und befindet sich in der Mitte von Oelsa im sächsischen Landkreis Sächsische Schweiz-Osterzgebirge. Sie gehört zum Kirchspiel Kreischa-Seifersdorf in der Evangelisch-Lutherischen Landeskirche Sachsens.

## Geschichte
Mit dem durch die aufblühende Industrie bedingten Anwachsen der Einwohnerzahl von Groß- und Kleinölßa wurden beide Ortschaften am 1. April 1926 zusammengeschlossen zu der Ortschaft Oelsa. Nachdem bereits am 18. Dezember 1912 vom Landeskonsistorium beschlossen wurde das am 1. Januar 1913 eine Kirchgemeinde für die Orte Groß & Kleinölsa zu Gründen sei und die sich von der Kirche Rabenau und Kirche Seifersdorf trennten. Ein Bedürfnis zu einem eigenen Kirchenbau lag zu dieser Zeit noch nicht vor. Ein erster Pfarrer begann seine Arbeit am 1. April 1913, der bei den Bürgern bis zum Ankauf eines Grundstücks und dem Pfarrhausbau im Sommer 1925 eine Mietwohnung besaß. Eine erste Bürgerversammlung zum Kirchenbau fand am Freitag den 11.08.1910 statt.
Der Grundstein zum Kirchenbau erfolgte am 31. Juli 1927. Nach Erwerb von Grundstücksteilen im April 1927 wurde der Bau ausgeführt von der ortsansässigen Baugewerke Firma Menzer, gebaut wurde nach Plänen des Dresdner Architekten Richard Merz; die Einweihung erfolgte durch den Landesbischof Ludwig Ihmels am 1. Advent, dem 2. Dezember 1928 unter feierlicher Begleitung des Dippoldiswalder Posaunenchores. Die Kirche erhielt zwei Bleiglasfenster mit Darstellungen der Evangelisten Lukas und Markus aus der Dresdner Manufaktur Josef Goller.

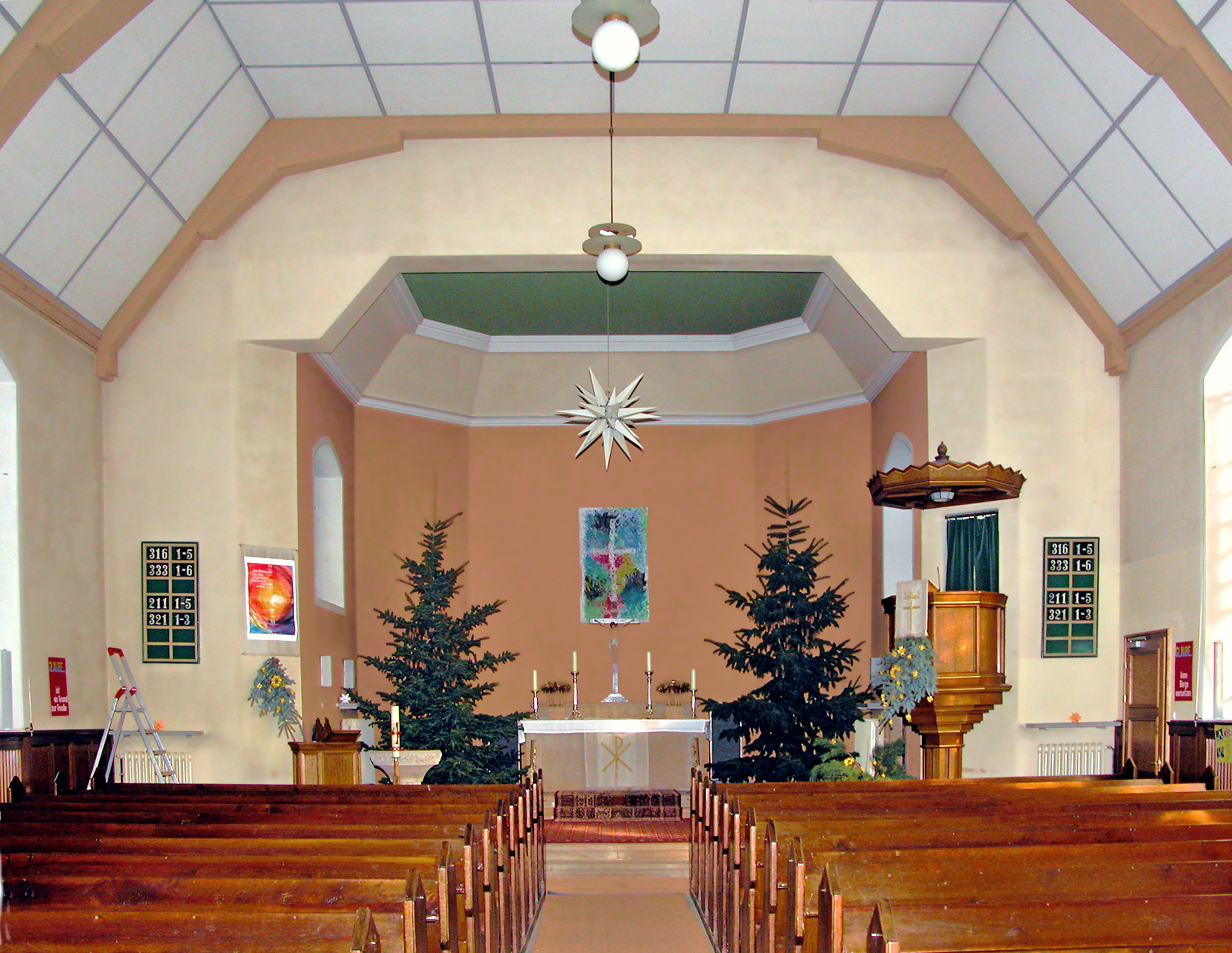
Blick zum Altar

Der Altar besteht aus Sandstein; auf ihm steht seit der Einweihung 1928 ein großes Kruzifix zwischen zwei Kerzenleuchtern. Für das Altarbild wurde in der Wand dahinter ein Stuckrahmen angebracht, der bei der Renovierung 1978 abgenommen wurde. An seiner Stelle hängt seit dem 1. Advent 2013 das Auferstehungsgemälde des Dresdner Künstlers Eberhard von der Erde.

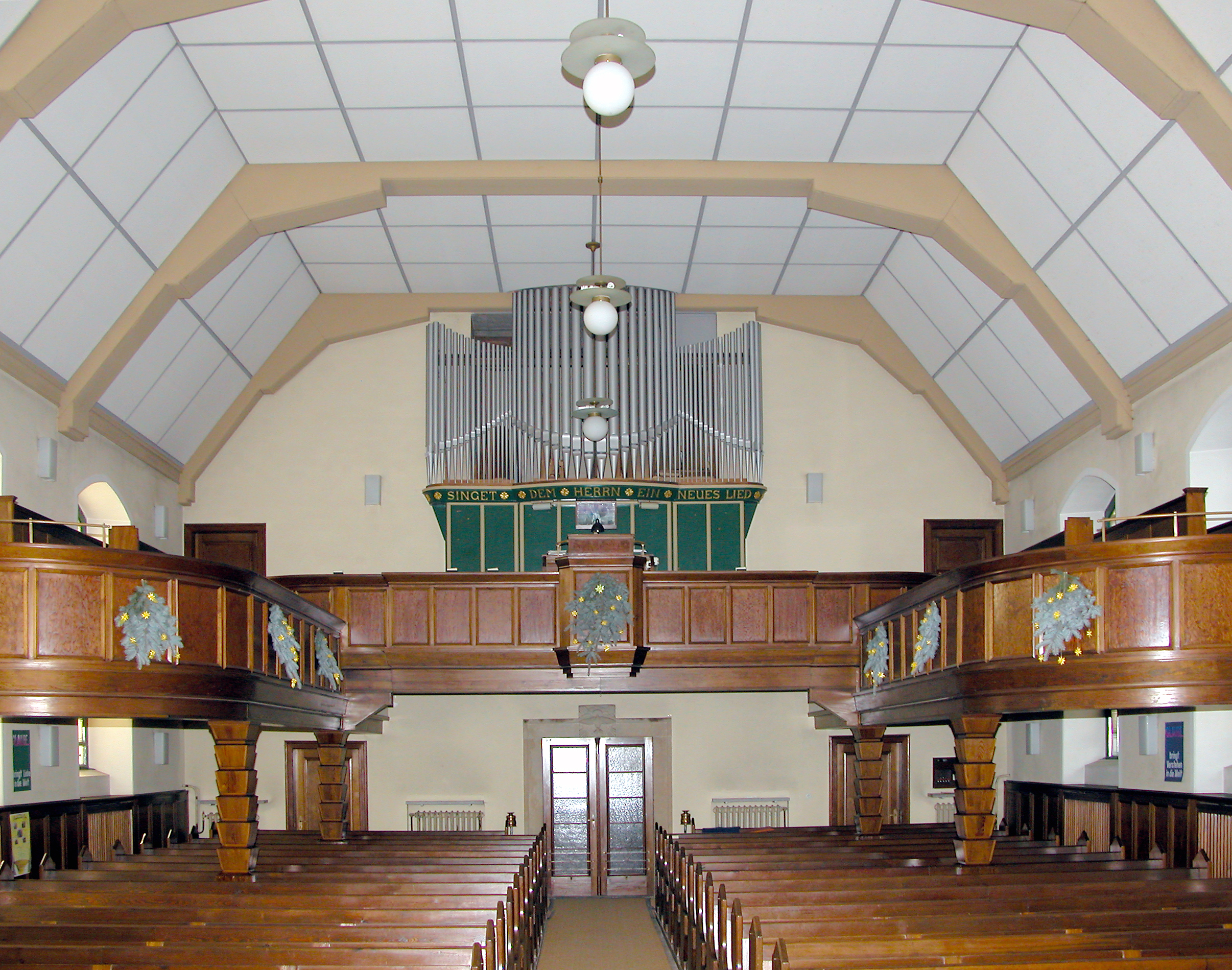
Blick zur Orgel

Zur schlicht ohne Bilder gehaltenen Kanzel führt eine Sandsteintreppe aus dem Nebenraum.
Im Jahr 1978 wurden eine Kassettendecke angebracht und der Innenraum farblich neu gestaltet.
Am Totensonntag den 25.11.1900 fand die Einweihung der ersten Zwei 243& 485 Kg schweren Glocken der Glockengießerei G. A. Jauck und des Friedhofs unter großer Beteiligung von Bürgern aus Nah& Fern, eine weitere Glockenweihe von Drei neu gegossenen Glocken für das freistehende Glockengerüst in der Mitte des Friedhofes und die Schule im Jahre 1921 statt, nachdem die erste große Glocke am 9. August 1917 ausgebaut und im Kriege 1917 eingeschmolzen wurde; die kleine Glocke im September 1921 für 8262 Mark an die Kirche Bergießhübel verkauft wurde, am 10. September 1921 fand die Weihe der Drei neuen Glocken der Glockengießerei Bruno Pietzel statt, das Geläut von 1921 viel dem 2. Weltkriege zum Opfer und wurde durch die heute im Glockenturm hängenden 1946 gegossenen Stahlglocken ersetzt.
Die ältesten Glocken trugen die Aufschrift: Auf der Kleinen: Bete und Arbeite, auf der Größeren: Ich Rufe euch von Oben zum Beten und Loben ich Rufe euch zu Gott aus Not und aus Tot. Die 1921 geweihten Glocken trugen die Aufschrift: Auf der kleinen auch Taufglocke: Lasset die Kinder zu mir kommen, auf der Mittleren auch Betglocke: Bete und Arbeite, auf der Großen auch Friedensglocke: Für die, die in schweren Tagen als Opfer des Krieges zerschlagen treten wir ein uns sei es beschieden zu verkünden den Ewigen Frieden. Diese Glocken wurden vom 5-7.11.1928 aus der Schule gehoben und in die Kirche gehangen. Das Uhrwerk stammt aus der Uhrenfirma Hahn in Zwickau. 
Die Orgel wurde nachdem die erstere Vertragsfirma Konkurs ging, von den Gebrüdern Jehmlich aus Dresden gefertigt und im Konfirmationsgottesdienst am 24. März 1929 eingeweiht. 1941, 1943 und 1985 wurde sie renoviert.
Der Taufstein ist in Sandstein gefertigt, das Lesepult aus Holz.
Über dem großen Eingangstor steht die Inschrift: „Kommet her zu mir alle, die ihr mühselig und beladen seid, ich will euch erquicken“ (Mt 11,28 ). Ein weiterer bis zur Renovierung 1978 vorhandener Spruch im Kirchensaal am Chorbogen lautete: „Ich lebe und ihr sollt auch leben“ (Joh 14,19 )
Das Äußere der Kirche schmücken Strebepfeiler und ein Walmdach. Auf das Eingangsportal der Kirche ausgerichtet geht von der Hauptstraße der 1927/28 errichtete Zugang mit Steinbrücke, Stützmauern, axialer Treppenanlage mit zwei unteren Treppenläufen und Podest mit Terrasse aus Sandstein.

## Pfarrer
- 1925–1933: Hans Felix Schwinger
- 1933–1933: Kupfer